# كاليب كامبل
كاليب كامبل (بالإنجليزية: Caleb Campbell)‏ هو لاعب كرة قدم أمريكية أمريكي، ولد في 14 سبتمبر 1984 في بيريتون في الولايات المتحدة.

## وصلات خارجية
- كاليب كامبل على موقع مرجع كرة القدم المحترفة.كوم (الإنجليزية)